# 约翰内斯·海斯斯特
约翰·马里厄斯·尼古拉斯·海斯斯特（荷蘭語：Johan Marius Nicolaas Heesters；1903年12月5日—2011年12月24日），艺名约翰内斯·海斯斯特（Johannes Heesters），出生在荷兰，是一位舞台、电视、电影演员，也是多部作品的声演演员和音乐会表演者，其职业生涯可追溯至1921年。自1930年代中期，海斯斯特只在德语世界活动，因二战期间的种种举动以及在納粹德國的大获成功而引发很大争议。海斯斯特的演员生涯至死方休，也使他成为史上最年长的舞台演员之一。